# Ascesso alveolare
Con il termine di ascesso alveolare, ascesso alveolare acuto, ascesso periapicale  o ascesso dentale si definisce una raccolta circoscritta con contenuto purulento che dalla zona periapicale di un dente affetto da patologia infettiva dei tessuti interni (necrosi pulpare), tende a migrare verso la superficie, comparendo di solito come tumefazione ben delimitata in corrispondenza della mucosa alveolare della bocca, nel tentativo da parte dell'organismo di contenere ed eliminare l'infezione.
I sintomi principali sono il dolore ed il gonfiore dei tessuti coinvolti, che però possono variare notevolmente come entità, da quadri eclatanti fino alla totale assenza di sintomi avvertibili.
La terapia immediata può prevedere a seconda delle dimensioni, fase di maturazione e posizione dell'ascesso, la creazione di un drenaggio per l'infezione attraverso il dente responsabile della patologia iniziale (fase iniziale dell'indispensabile trattamento endodontico), e, nel caso di presenza di una raccolta ascessuale esterna ben delimitata, la sua apertura e drenaggio, supportato quando necessario da una terapia farmacologica sintomatica volta a diminuire l'infiammazione (FANS). Qualora non compaiano segni di esternalizzazione del processo infettivo, ed ancora di più in presenza di sintomi generali come rialzo della temperatura e malessere, si potrà rendere necessario un trattamento antibiotico.

## Eziologia
Esattamente come per la parodontite apicale acuta di cui è conseguenza diretta, a causare un ascesso alveolare è nell'assoluta maggioranza dei casi una patologia infettiva interna dell'elemento dentario (pulpite) di solito in fase avanzata (necrosi pulpare), a sua volta quasi sempre conseguente ad una carie profonda, più raramente da lesioni traumatiche o lesioni non cariose del dente.  L'infezione è di tipo misto, con prevalenza di anaerobi facoltativi/obbligati. Le specie più frequentemente riscontrabili appartengono ai generi Bacteroides, Fusobacterium, Peptostreptococcus, Actinomyces, Spirochaetes, ed altri, normalmente ritrovabili nella placca batterica.
Talvolta la reazione ascessuale deriva da una forma di parodontite apicale cronica rimasta per lungo tempo asintomatica improvvisamente entrata in fase acuta, a volte proprio in relazione al trattamento canalare operato per la cura del dente, ed in questo caso viene talvolta definito "ascesso fenice". La causa è ugualmente batterica, e la manifestazione acuta sarà dovuta alla rottura dell'equilibrio che aveva permesso all'infezione di non manifestarsi, rimanendo contenuta all'interno dei canali dei denti.

## Patogenesi
I batteri e le relative tossine e prodotti del metabolismo batterico giunti ai tessuti periapicali (legamento parodontale ed osso alveolare) attraverso i canali interni del dente, attivano la classica reazione infiammatoria, con liberazione dei relativi mediatori e la successiva reazione vasale (fase sierosa), a cui segue l'arrivo della componente cellulare (granulociti) tramite chemiotassi. Queste cellule, principalmente neutrofili, tramite propria degradazione liberano enzimi digestivi in grado di distruggere i tessuti e le sostanze irritanti. La presenza di questo materiale purulento comporta l'aumento della sintomatologia dolorosa, e la necessità per il corpo di trovare una via di eliminazione per le sostanze irritanti. In mancanza della possibilità di un drenaggio attraverso il dente, si avrà quindi la fase dell'ascesso alveolare acuto, normale evoluzione del processo infettivo, in cui il corpo si attiva per eliminare la fonte dell'infezione, contenendo ed espellendo i batteri responsabili ed i prodotti della risposta infiammatoria secondo le linee di minor resistenza dei tessuti circostanti. L'essudato attraversa l'osso trabecolato alveolare e la corticale esterna, per poi raccogliersi al di sotto del periostio, fase denominata di ascesso sottoperiosteo, con comparsa della tumefazione dolorosa, ed aumento del gonfiore che può estendersi ai tessuti circostanti. Successivamente anche il periostio viene superato, comportando la fase sottomuscosa, in cui compare la tipica raccolta mobile, su cui comparirà poi un affioramento giallastro, indice dell'imminente apertura della raccolta nel cavo orale. Lo svuotamento dell'ascesso comporterà la rapida risoluzione della sintomatologia, ma in mancanza dell'eliminazione dell'infezione dentale, si avrà la permanenza di una fistola, o la cronicizzazione nel quadro dell'ascesso alveolare ricorrente.

### Complicanze
Nel caso in cui dopo lo svuotamento dell'ascesso non venga trattato il dente responsabile, la permanenza di una fistola, spesso di piccole dimensioni ed asintomatica, comporterà nel tempo una prognosi più incerta per il dente responsabile, per la possibilità della formazione di un biofilm sulla superficie della radice che renderà meno probabile la guarigione dopo trattamento endodontico tradizionale, rendendo necessario l'approccio retrogrado (apicectomia).
Una complicanza subdola è legata alla possibile evenienza di una fistolarizzazione nel seno mascellare, sempre da considerare per i denti posteriori del settore superiore. La complicazione possibile è che il drenaggio costante attraverso questa struttura possa sostenere una sinusite odontogena. Questo particolare tipo di sinusite richiede un trattamento peculiare rivolto sia al drenaggio chirurgico dei seni paranasali che al trattamento dell'infezione dentaria sottostante.
Più temibili ma per fortuna rari sono i casi in cui l'infezione dalla sede endossea si diffonde (assumendo l'aspetto prevalente di flemmone) agli spazi fasciali del collo o delle logge sottomandibolari (angina di Ludwig). Questa evenienza si unisce a manifestazioni generali molto intense, con gonfiore accentuato e rialzo febbrile unito a forte malessere generale. L'intervento terapeutico deve essere in questo caso rapido.
Altrettanto rara è la permanenza dell'infezione all'interno dell'osso (osteomielite).

## Clinica

### Segni e sintomi
Il classico aspetto con cui si manifesta l'ascesso alveolare è quello di un gonfiore dolente unito ad arrossamento, a comparsa rapida nella mucosa alveolare del vestibolo della bocca, meno frequentemente sul palato o dal lato linguale della cavità orale, ancor più raramente sulla cute esterna della faccia, di solito in zona mentoniera. La comparsa dell'infezione nella mucosa alveolare può essere maggiormente legata a sintomatologia dolorosa nelle prime fasi, in cui si ritroverà spesso associata con la sintomatologia tipica della parodontite apicale acuta di cui è diretta conseguenza: dolore vivo agli stimoli meccanici del dente affetto dalla patologia di partenza. Con la formazione dell'ascesso sottomucoso, più mobile alla palpazione ("aspetto fluttuante"), tipicamente il dolore tende a sparire quasi completamente, mentre può aumentare l'estensione del gonfiore, che a volte può assumere aspetti tali da comportare la deformazione visibile del profilo facciale. Tutte le manifestazioni tendono a sparire molto velocemente dopo lo svuotamento del contenuto ascessuale.
Talvolta la comparsa della tumefazione si può accompagnare a modesti sintomi generali, come un moderato rialzo febbrile. Qualora il quadro generale diventi più serio, con febbre elevata, va sospettato l'evoluzione di un flemmone, e quindi un approccio più urgente e mirato nel prevenire l'ulteriore diffusione dell'infezione.

### Esami di laboratorio e strumentali
Nel caso il dente alla base del problema non sia chiaramente individuabile all'ispezione, l'esame radiografico è indispensabile per rilevare una patologia cariosa o le tracce di un precedente trattamento endodontico incongruo, possibili fonti originarie del problema,  Questo può essere particolarmente utile per cercare di ottenere il drenaggio attraverso il dente, nel caso si sia nelle prime fasi della formazione dell'ascesso.

### Diagnosi differenziale
L'ascesso parodontale, che si origina in conseguenza della malattia parodontale in fase avanzata, può a volte comportare problemi di diagnosi differenziale con l'ascesso alveolare, causato invece dalla patologia interna del dente. Le prove di vitalità e gli esami radiografici sono di grande aiuto nel differenziare le due forme. Un altro aiuto nella diagnosi viene dalla posizione dell'ascesso, solitamente più vicino alla corona del dente nel caso di ascesso parodontale. La presenza di canali laterali in grado di facilitare una diagnosi errata va però sempre considerata.
Un'altra evenienza comunque piuttosto rara è l'infezione di una cavità cistica preesistente (empiema).

## Trattamento
La terapia d'urgenza dell'ascesso alveolare prevede la creazione di un drenaggio esterno per ottenere la risoluzione dell'infezione, che potrà essere ottenuto, a seconda della posizione in cui si trova la raccolta purulenta, attraverso il dente, come prima fase del necessario trattamento endodontico dello stesso, oppure tramite incisione della raccolta in fase sottomucosa. L'uso contemporaneo di farmaci antinfiammatori (FANS) può essere un utile supporto per diminuire il gonfiore e la sintomatologia dolorosa. Ottenuto il drenaggio, e risolta la fase acuta, si andrà a trattare il dente fonte primaria dell'infezione, tramite opportuna terapia endodontica.
Qualora la raccolta tardi a manifestarsi, non permettendo drenaggio attraverso alcuna via, ed ancora di più in presenza di sintomi generali come una febbre in aumento, si renderà necessaria una terapia antibiotica accompagnata da sciacqui di soluzione salina ipertonica, per favorire l'esternalizzazione dell'infezione.

### Prognosi e follow up
Ottenuto il drenaggio dell'infezione, la risoluzione dei sintomi è solitamente molto rapida. La prognosi del dente causa del problema non è a sua volta influenzata dalla manifestazione o meno di un ascesso alveolare, se si procede rapidamente con le cure adeguate. Può però diventare molto incerta nel caso si trascuri il necessario trattamento, in quanto il permanere dell'infezione comporterà la possibilità di una colonizzazione di più difficile eradicazione, per formazione di un biofilm nella zona di sbocco dei canali dentari. Il follow-up periodico del dente rimane comunque consigliato, per valutare l'avvenuto successo della terapia, ed escludere una sua cronicizzazione.